# Isseroda
Isseroda est une ancienne commune allemande de l'arrondissement du Pays-de-Weimar, Land de Thuringe.

## Géographie
Isseroda se situe au sud du Bassin de Thuringe.
|                | Nohra     |           |
| Bechstedtstraß | Isseroda  | Troistedt |
|                | Bad Berka |           |

La commune se trouve entre la Bundesstraße 7 au nord et la Bundesautobahn 4 au sud.

## Histoire
Isseroda fut appelé par le passé Userenrode, Huserode ou Usserode. En 1397, le château de Larvenburg est une propriété de l'État d'Erfurt.
Ernest-Auguste Ier de Saxe-Weimar-Eisenach fit bâtir dans le bois au sud-ouest une folie en forme de trèfle.

## Source de la traduction
- (de) Cet article est partiellement ou en totalité issu de l’article de Wikipédia en allemand intitulé « Isseroda » (voir la liste des auteurs).